# كأس إسكتلندا 1992–93
كأس اسكتلندا 1992–93 (بالإنجليزية: 1992–93 Scottish Cup)‏ هو موسم من كأس اسكتلندا. فاز فيه نادي رينجرز.